# Gräfin Cosel (1968)
Gräfin Cosel ist eine dreiteilige Fernsehserie des polnischen Fernsehens, die auf dem gleichnamigen Roman des polnischen Schriftstellers Józef Ignacy Kraszewski basiert. Die Serie wurde ebenfalls unter diesem Titel als Spielfilm herausgegeben.

## Handlung
Im Film wird von der Liebesaffäre von August dem Starken und der Gräfin Anna Cosel zu Beginn des 18. Jahrhunderts erzählt. Zunächst geht es um den Werdegang der Gräfin Cosel als Mätresse des sächsischen Königs und ihren Kampf um Anerkennung ihrer Stellung an der Seite Augusts. Als sie versucht, sich in die Politik einzubringen, verliert sie den Platz an seiner Seite und muss ihn der Gräfin Dönhoff überlassen. Die Gräfin Cosel wird verbannt und zieht in die Burg Stolpen ein. Nachdem August III. den Thron übernommen hat, wird ihre Verbannung aufgehoben, sie beschließt jedoch dort zu bleiben, wo sie im Jahre 1765 verstirbt.
Die Miniserie ist in drei Teile mit den Titeln „Kamaryla“ (deutsch Kamarilla), „Władza“ (deutsch Die Herrschaft) und „Upadek“ (deutsch Der Fall) unterteilt.

## Film und Serie
Gräfin Cosel kam im Jahre 1968 als Film in einer Farbfassung mit einer Gesamtlänge von 139 Minuten in die polnischen Kinos. Für die Ausstrahlung im polnischen Fernsehen wurde der Film aufbereitet und in 3 Episoden unterteilt. Da aber die Farbausstrahlung der TVP Kultura zu teuer erschien, wurde die Serie seit 1969 schwarz-weiß ausgestrahlt. Erst im Jahre 2007 entdeckten Mitarbeiter des polnischen Fernsehsenders die Farbnegative der Serie wieder, die dann in einer restaurierten Fassung erstmals nicht in Schwarz-Weiß, sondern in Farbe ausgestrahlt wurde.

## Verfilmungen von 1968 und 1987
Während in der Cosel-Verfilmung von 1987 auch die Ereignisse zwischen Sachsen und Polen eine Rolle spielen, wird in der Verfilmung von 1968 das Schicksal der Gräfin in den Vordergrund gerückt. Leon Niemczyk spielte in der Verfilmung von 1968 den Grafen Lecherenne. Bei dem Sechsteiler „Sachsens Glanz und Preußens Gloria“ übernahm er in 4 von 6 Teilen die Rolle des Rats Mentzel – allerdings nicht in den Teilen, die der Cosel gewidmet sind. Der polnische Reiter Raimund Zaklika, der auch in dem Buch Kraszewskis auftaucht, wird in der Verfilmung von 1987 durch die Rolle des Olaf von Rosen ersetzt. Olaf von Rosen taucht in allen Episoden der Reihe „Sachsens Glanz und Preußens Gloria“ auf. Raimund Zaklika – bei Kraszewski – findet sich nur in dem Buch „Gräfin Cosel“.